# Lepus timidus
Lièvre variable
Pour les articles homonymes, voir Lièvre variable et Blanchon (homonymie).
Espèce
Statut de conservation UICN

 LC  : Préoccupation mineure
Le Lièvre variable (Lepus timidus), aussi appelé « Monsieur Blanchot » ou « Blanchon », est une espèce de mammifères de la famille des Leporidae. C'est un spécialiste du camouflage, au corps plus ramassé que son congénère, le lièvre d'Europe, ce qui lui permet de limiter les pertes calorifiques en zone montagneuse, des oreilles plus courtes et des pattes postérieures plus larges qui font office de raquettes dans la neige. C'est un coureur qui fréquente tous les milieux alpins, à toutes saisons, à la recherche de nourriture. Quinze sous-espèces sont reconnues actuellement.

## Aire de répartition

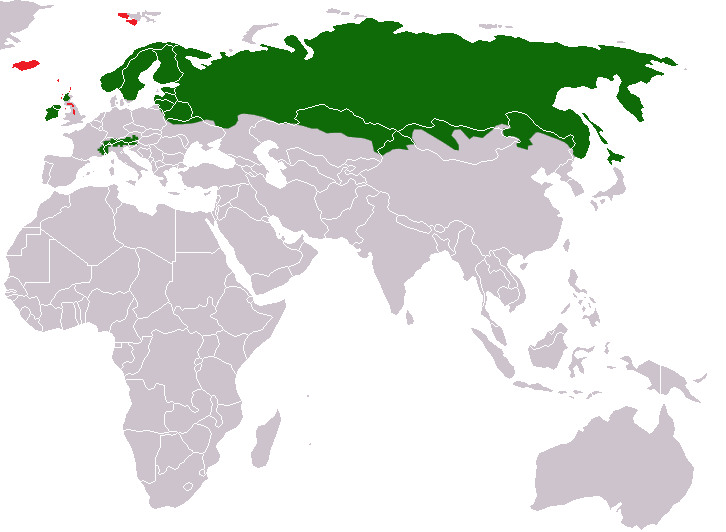
Carte de l'aire de répartition du Lièvre variable.

Le lièvre variable est présent sur toute l'étendue entre la Fennoscandie et la Sibérie. Des populations isolées existent également dans les Alpes, en Irlande, en Pologne, au Royaume-Uni et à Hokkaidō. Enfin, il a été introduit dans les Îles Féroé et dans les Shetland.

## Description
Sa silhouette générale assez ronde, la forme de ses oreilles, de ses pattes et de sa queue, le font ressembler un peu plus au premier abord à un grand lapin de garenne qu'au lièvre européen ; il est pourtant classé dans le genre du second plutôt que du premier.

### Les mues
Fin octobre à début novembre, la livrée du lièvre variable, grise durant la saison chaude, blanchit à partir des extrémités. Cela lui permet de mieux se fondre dans la nature et d'échapper à ses nombreux prédateurs, ne laissant derrière lui que des petites crottes, rondes, lisses et vernissées. Son pelage d'hiver, à la suite de sa mue, devient blanc, avec un poil plus long et plus riche en duvet, formant une bourre épaisse et donc plus chaude. Un autre avantage de sa livrée de couleur blanche est de limiter le rayonnement de chaleur de l'animal. Sa forme plus ramassée et ses oreilles plus courtes lui assurent un rapport surface-poids plus faible limitant aussi les pertes calorifiques.
En mai, il abandonne sa livrée hivernale, se couvrant de poils gris du dos à la tête. C'est aussi pour le lièvre variable une époque de dangers car dans les prairies se couvrant de pousses tendres, il lui arrive d'oublier toute précaution. Selon les travaux de recherche, ce phénomène de mue est lié à la température ambiante, à la durée du jour et à l'état de l'enneigement, le changement étant déclenché par des hormones.

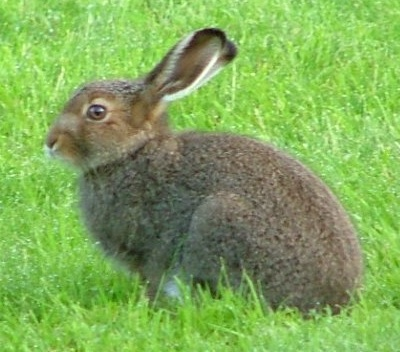
Pelage d'été
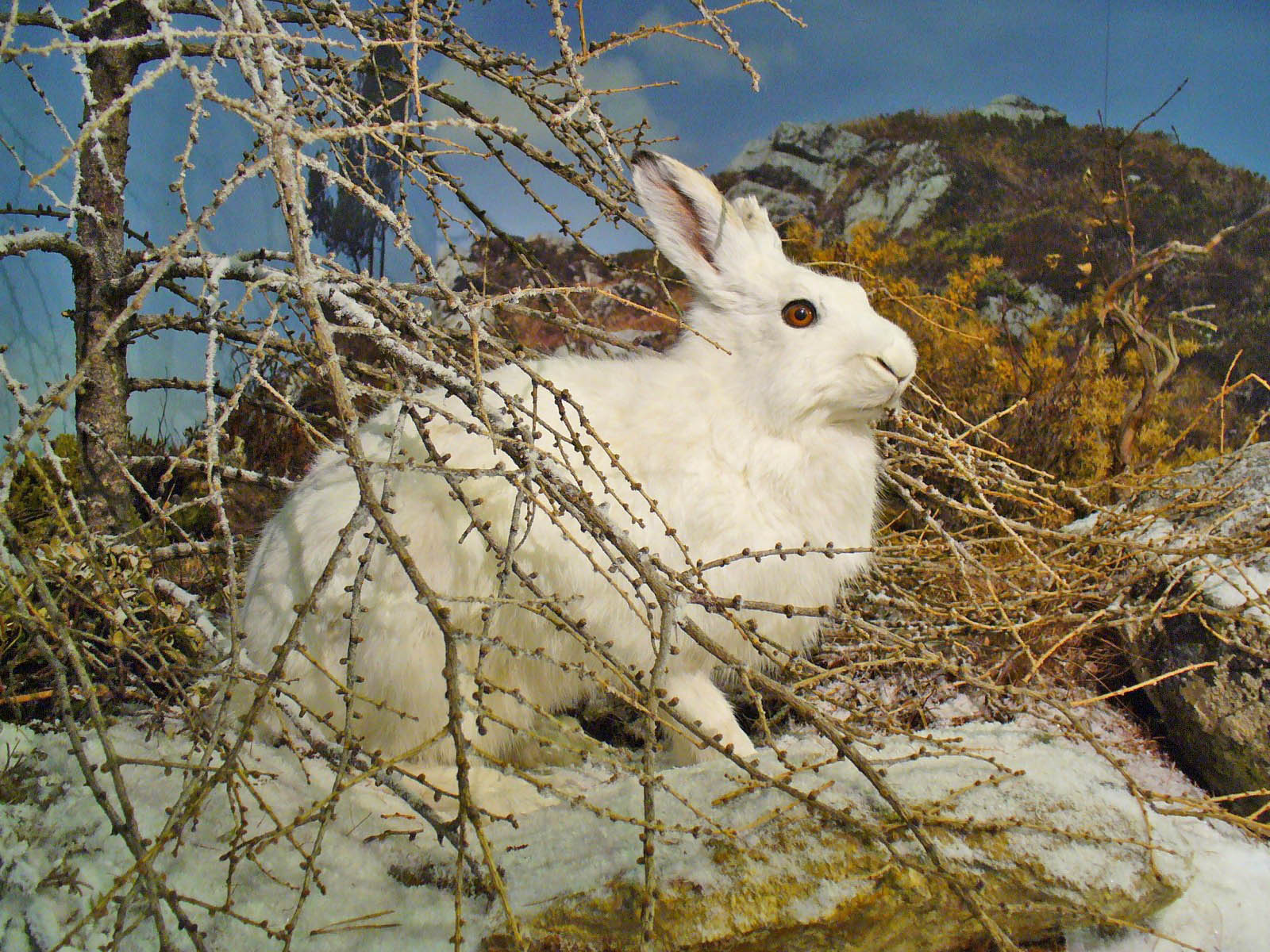
Pelage d'hiver
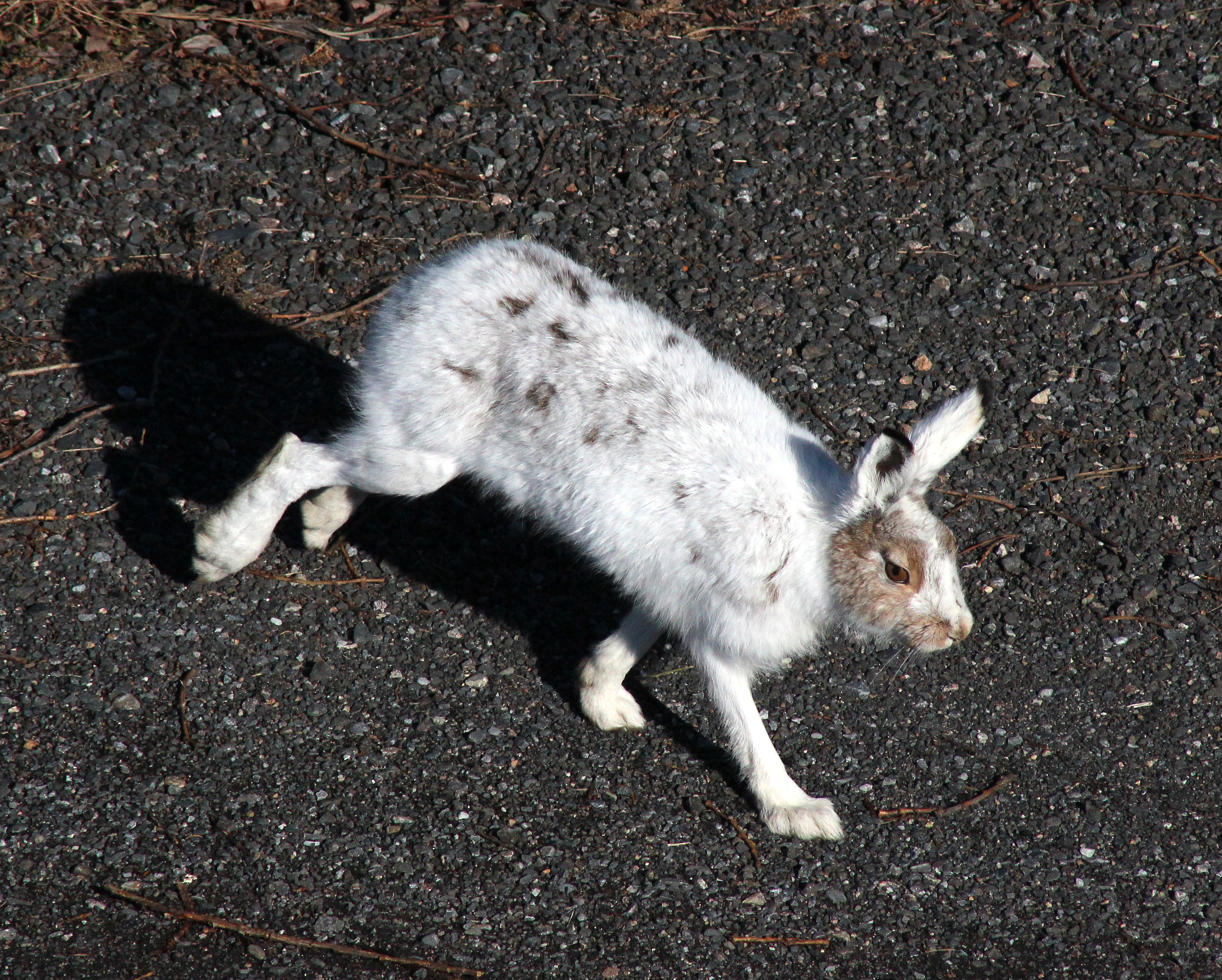
Pelage intermédiaire

## Histoire
L'espèce se serait différenciée au cours de la dernière glaciation quaternaire, le climat rigoureux qui régnait alors sur l'Europe, avait alors obligé la faune à des adaptations importantes. La stratégie de camouflage du lièvre variable en a fait une espèce à part entière.
Cette glaciation a duré 100 000 ans pour s'achever environ 15 000 ans avant notre ère, ce qui a poussé le lièvre variable à se séparer en deux groupes. Le premier groupe a migré toujours plus au nord vers la Scandinavie, l'autre groupe s'est laissé piéger dans la zone montagneuse des Alpes au centre de l'Europe. Absent naturellement des Pyrénées, sa présence actuelle est due à une introduction artificielle en 1978.

## Ses habitudes

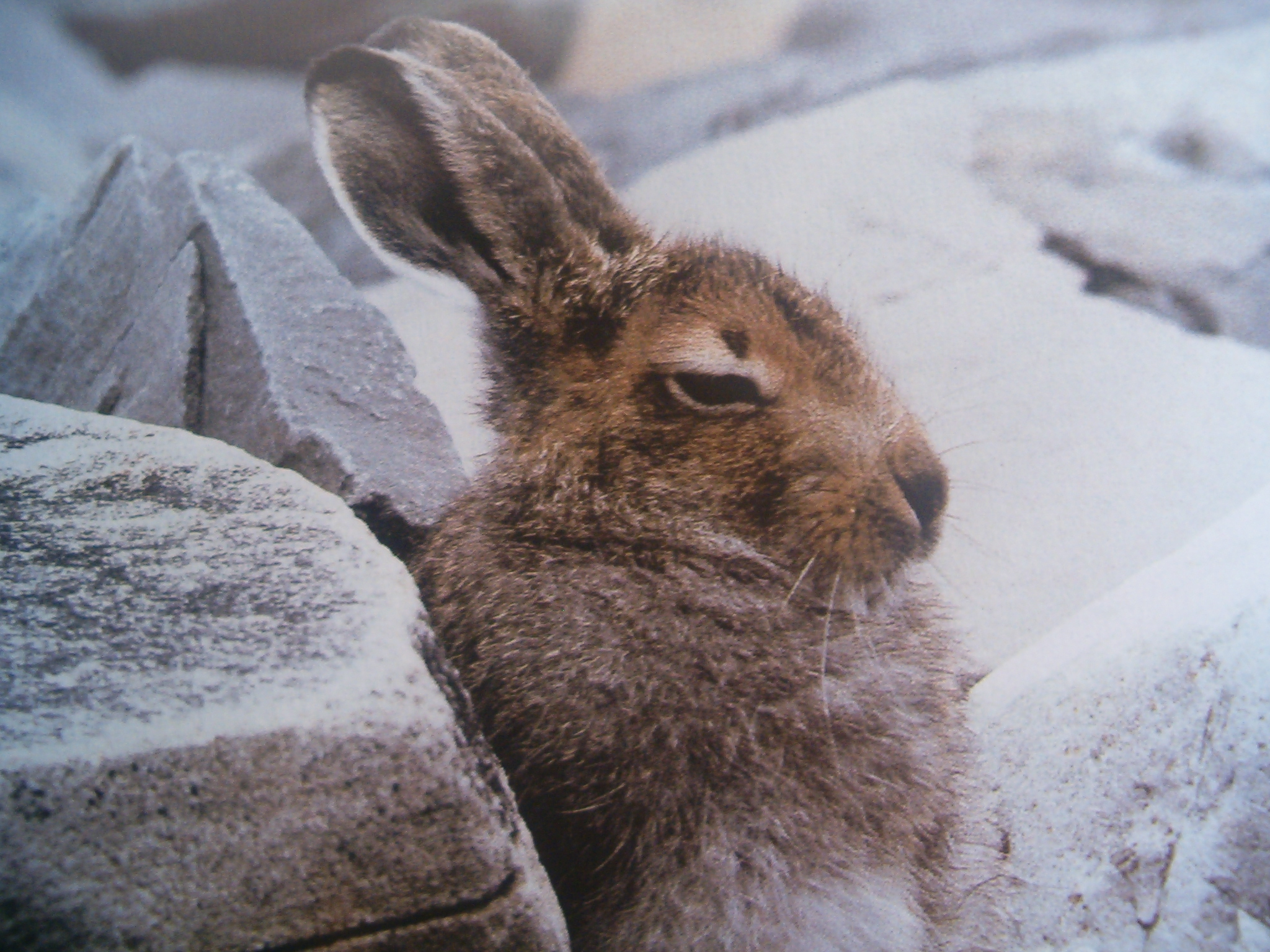
Portrait d'un spécimen.

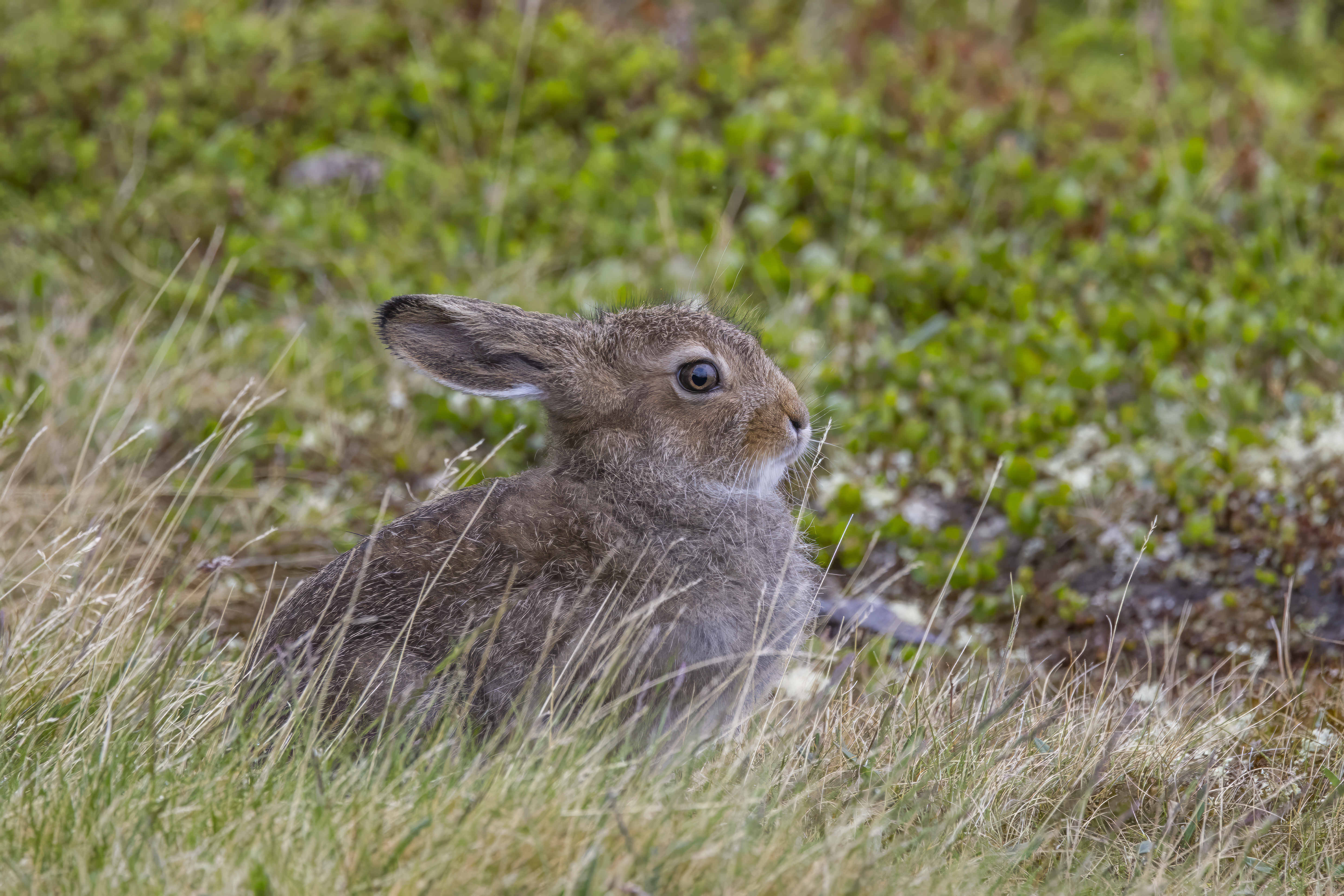
Lepus timidus, vivant dans les montagnes autour d'Oppdal en Norvège.

À la différence des autres lièvres, le blanchon a un estomac à toute épreuve, et peu de choses le rebutent, il peut par exemple digérer des écorces d'arbres et sait se purger en avalant des graviers et de la terre. Il fréquente tous les milieux alpins — bois de pins, aulnaies, crêtes, éboulis, pelouses, entre 1 500 et 3 000 mètres — trouvant dans chacun une pitance à son goût. Il est aussi capable de parcourir rapidement de grandes distances et des dénivelés importants — jusqu'à plus de 1 000 mètres de dénivelé.
En période normale, le lièvre variable est plutôt très discret, jouant plutôt la furtivité. S'il se sent en danger d'être découvert, il va jaillir comme l'éclair avant de disparaître vite au loin.
Bien adapté au froid et aux milieux inhospitaliers, seuls le vent et les tempêtes de neige le contraignent à l'immobilité, et, malgré les dures conditions hivernales, il se reproduit dès le mois de février. La saison des amours est appelée « bouquetage » ; abandonnant leur grande prudence habituelle, les lièvres se lancent dans des courses effrénées, puis se figent brusquement dans une immobilité de statue avant de repartir aussi subitement, après un instant d'observation des alentours.
La femelle, la hase, peut avoir jusqu'à quatre portées par an de trois ou quatre petits qui viennent au monde couverts de poils, les yeux ouverts et immédiatement autonomes avec la même alimentation que celle des adultes. En moins de deux mois, ils dépassent le kilogramme. La reproduction du lièvre variable est importante et il peut à l'occasion se reproduire avec le lièvre d'Europe, cependant les hybrides se révèlent extrêmement vulnérables, ne bénéficiant pas de toutes les adaptations de leurs parents à leurs milieux respectifs.
L'espérance de vie des blanchons ne dépasse pas trois ans et la moitié des jeunes ne passent pas l'année. Leurs prédateurs sont les belettes, les fouines, les hermines, les martres et tous les aigles et autres rapaces. En hiver, ils sont les seuls à courir les territoires enneigés et finalement, leur population ne progresse que lentement. La cohabitation avec l'homme se passe assez bien et le blanchon n'hésite pas à chercher des abris dans les chalets d'alpages ou dans les gares de remontées mécaniques.
Le lièvre variable est cæcotrophe, c'est-à-dire qu'il produit deux types d'excréments et qu'il mange l'un d'entre eux.

### Bases taxinomiques
- (en) Catalogue of Life : Lepus timidus Linnaeus, 1758 (consulté le 16 décembre 2020).
- (en) Paleobiology Database : Lepus timidus Linnaeus 1758 (consulté le 3 septembre 2015).
- (fr + en) ITIS : Lepus timidus Linnaeus, 1758 (consulté le 3 septembre 2015).
- (en) Mammal Species of the World (3e  éd., 2005) : Lepus (Lepus) timidus Pallas, 1778 (consulté le 3 septembre 2015).